# Ladviks gård

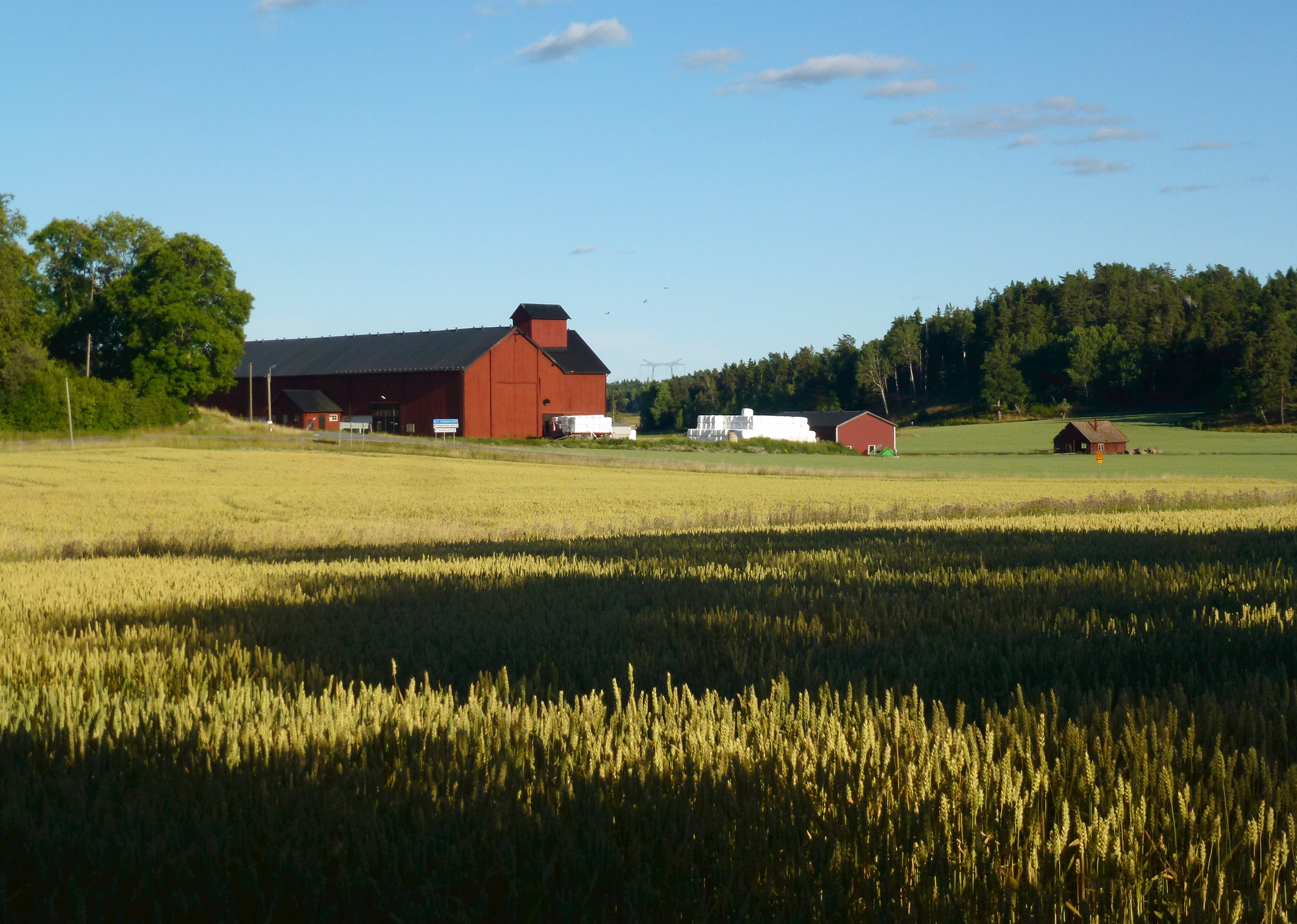
Odlingslandskapet vid Ladviks gård i juli 2013.

Ladviks gård är en herrgård och tidigare säteri belägen i nordvästra delen av Salems socken i Salems kommun, Stockholms län. Ladvik omtalas redan på 1300-talet. Nuvarande gårdens exteriör härrör från 1800-talets början och kan ha påverkats av Norsborgs herrgårds utseende. Enligt Stockholms läns museum är  Ladvik med omgivning av ”stor betydelse för helhetsmiljön i Bornsjöbygden” och ingår som riksintresse i ett större område. Ladvik hör till Bornsjöegendomarna och ägs av Stockholm Vatten.

## Tidig historia
Området är rikt på fornfynd som tyder på bosättning redan under järnåldern. Väster om gården finns ett mindre järnåldersgravfält från förhistorisk bosättning. Ytterligare ett gravfält ligger öster om gården. Vid Ladviks gamla skola finns även en hällristning från bronsåldern, som upptäcktes 1929 och föreställer några skepp (se Ladviks hällristning).

## Gårdens byggnader

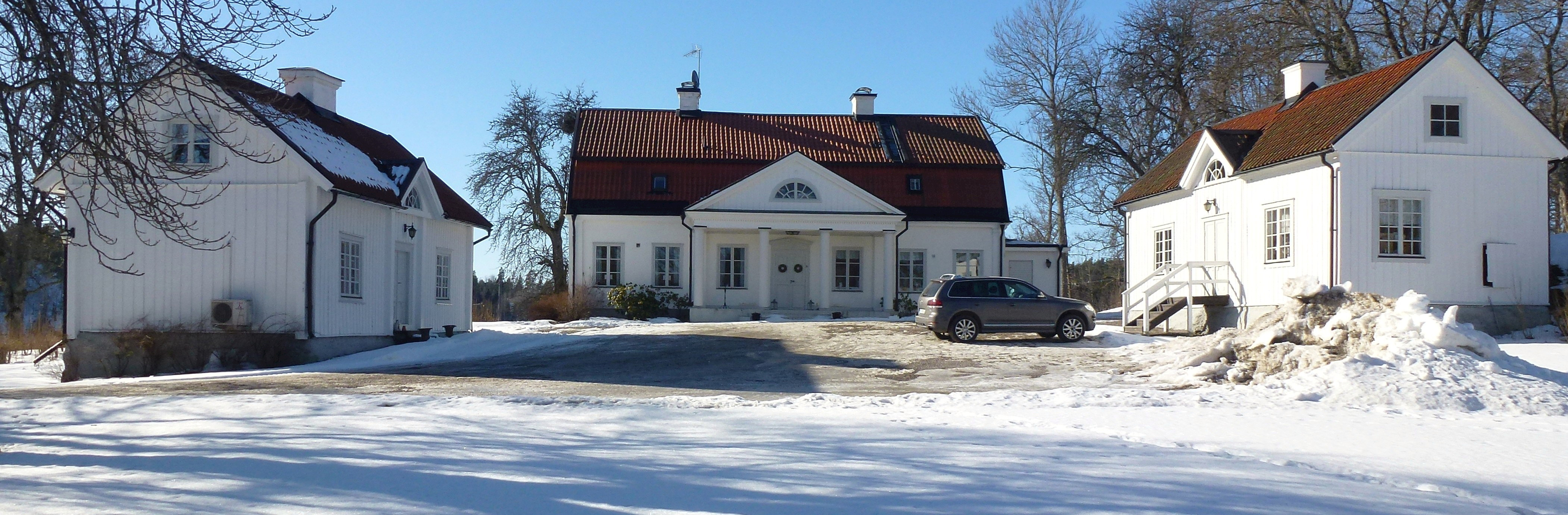
Huvudbyggnad och flyglar på Ladviks gård, mars 2013.

Huvudbyggnaden med sina båda flyglar bildar en enhetlig bebyggelsegrupp på en liten höjd vid norra sidan av Ladviksvägen. På 1600-talet sökte dåvarande ägaren Jacob Fleming om säterifrihet, men vid en senare rannsakning drogs denna in. Därefter låg gården en tid under Fågelsta gård, innan den åter blev självständig. 

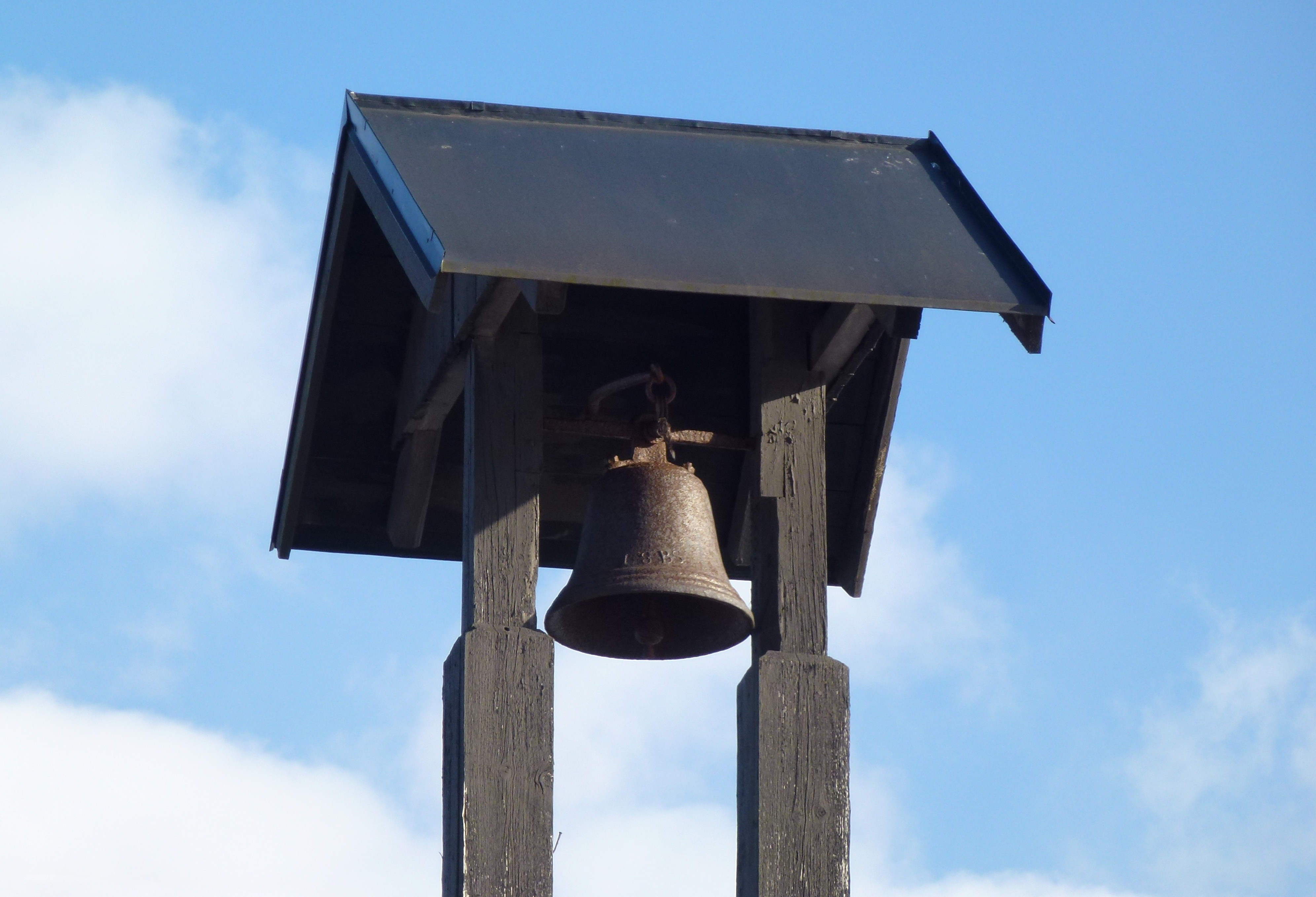
Ladviks vällingklocka.

Huvudbyggnaden är uppförd i två våningar med sju fönsteraxlar. Stommen, som består av timmer, är rappad och putsad samt avfärgad i vitt för att likna en stenbyggnad. Taket är ett brutet sadeltak, täckt med taktegel. Huvudbyggnadens nuvarande utseende med sin dominerade fronton som bärs upp av fyra kolonner härrör från 1800-talets början. Men byggnaden kan vara uppförd tidigare, eventuellt före 1750. Möjligen har entrépartiets klassicistiska utformning inspirerats från Norsborgs herrgård, vars huvudbyggnad nyuppfördes under 1790-talet med en liknande utformning. Ladvik stod i sin tur som förebild för Uttringe gård (byggd 1898). Anledningen var att ägarinnan till Uttringe, fru Helen Berg, vuxit upp på Ladvik.
De båda flygelbyggnaderna tillkom troligen samtidigt med huvudbyggnaden. Flygelbyggnadernas fasader är panelade och vitmålade. Den norra flygeln skadades svårt vid en brand omkring 1920, men återuppbyggdes med samma utseende.

## Omgivningen
Söder om landsvägen märks Ladviks stora rödmålade magasins- och ekonomibyggnader. Här finns även en numera förfallen husbehovssmedja. Den äldsta bevarade magasinsbyggnaden står väster om gården och härrör från 1800-talets första hälft. Öster om huvudbyggnaden ligger tre äldre lantarbetarbostäder. Den äldsta  är byggd 1900 och de båda övriga är från 1930 och 1947. Nuvarande kulturlandskap präglas av den kraftiga uppodlingen från sena 1800-talet.

## Bilder

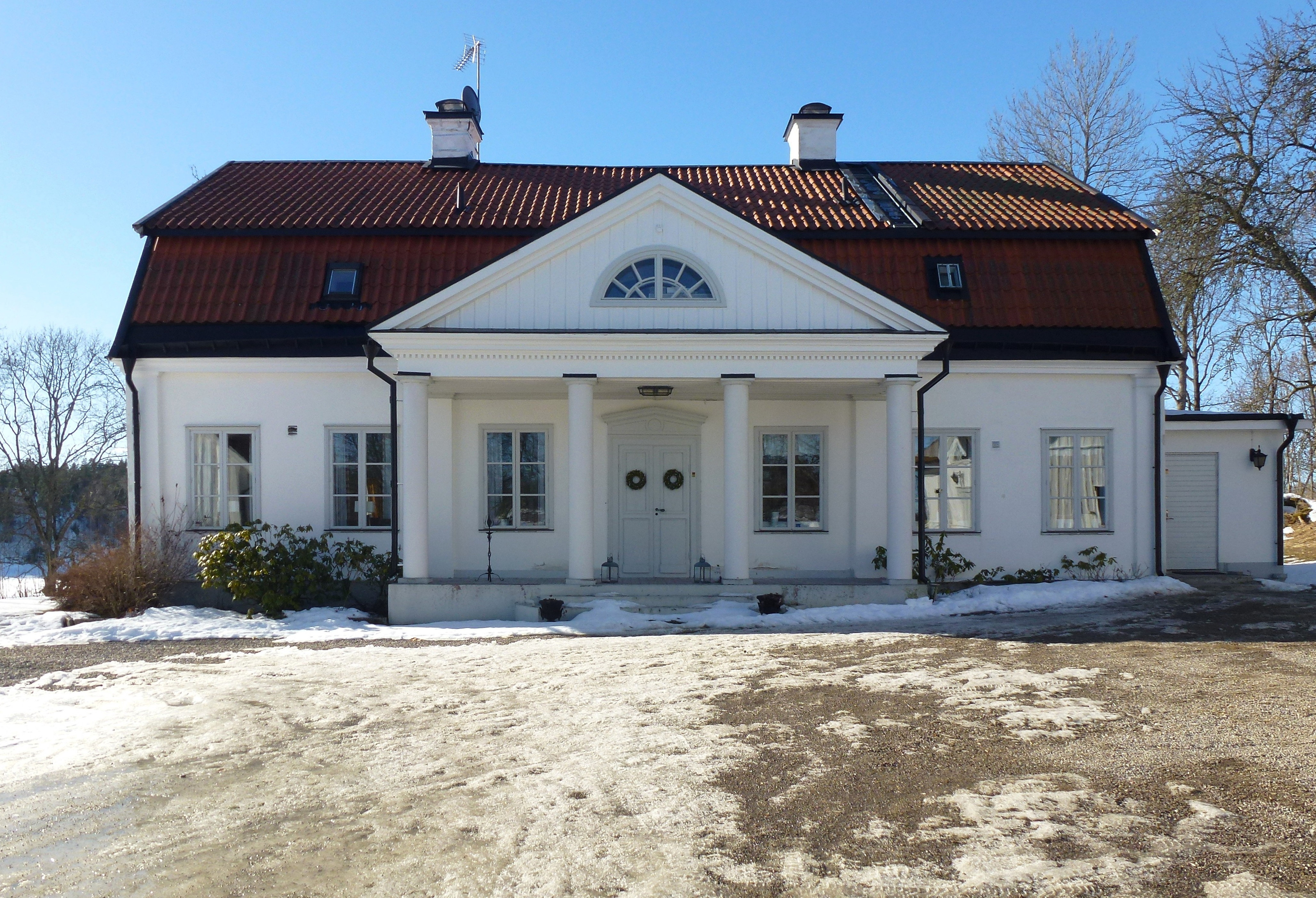
Huvudbyggnaden
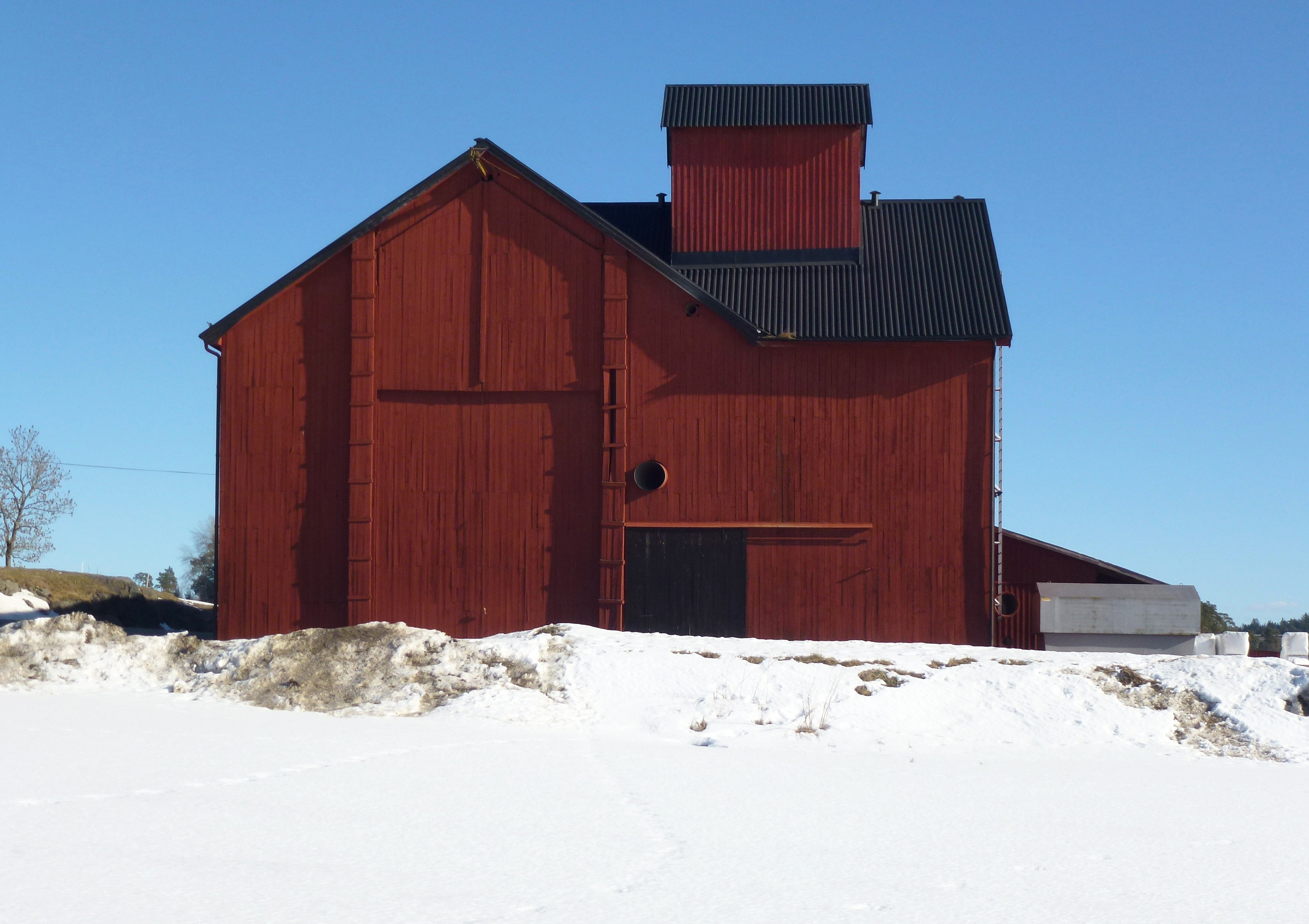
Stora ladan
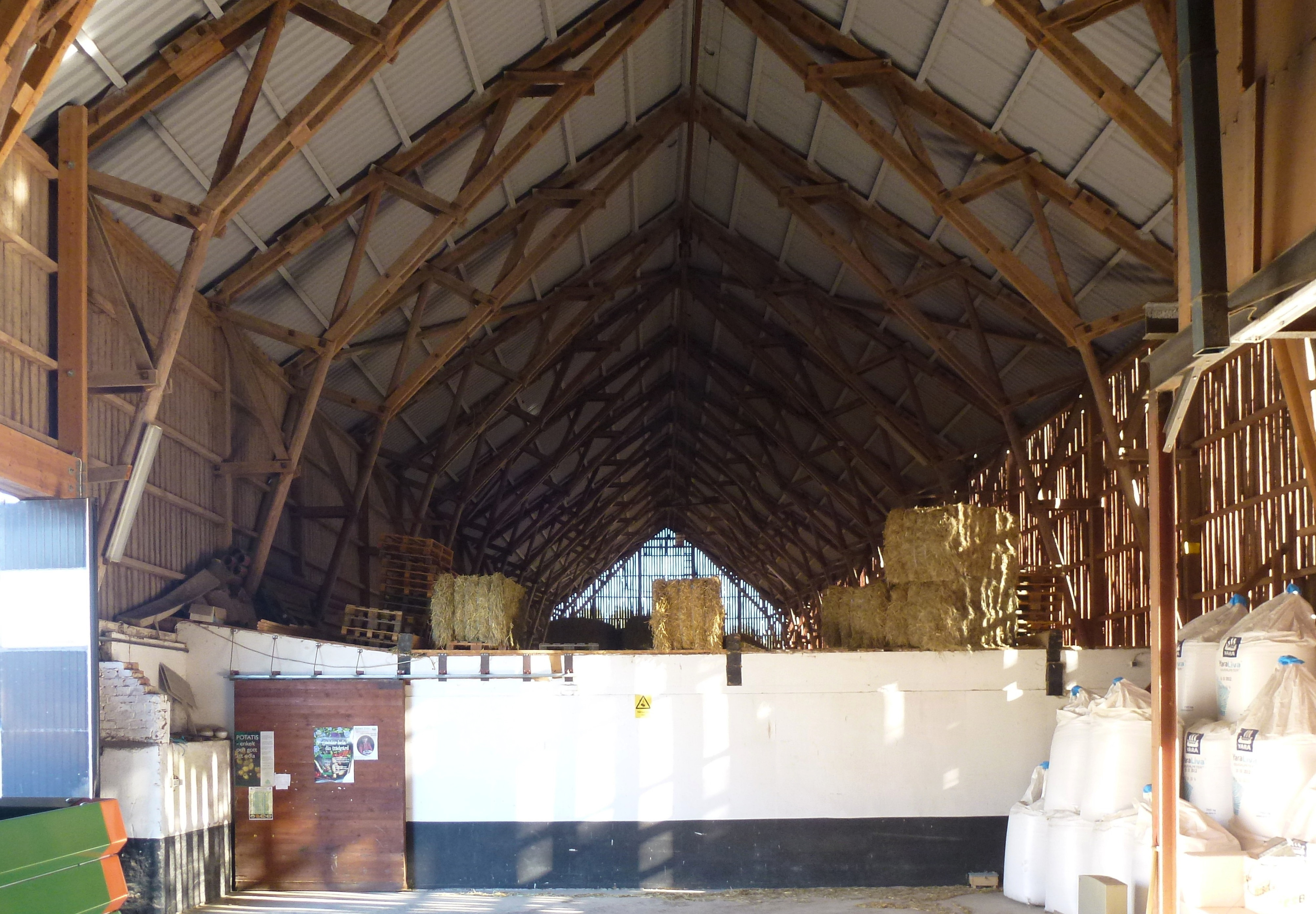
Stora ladan
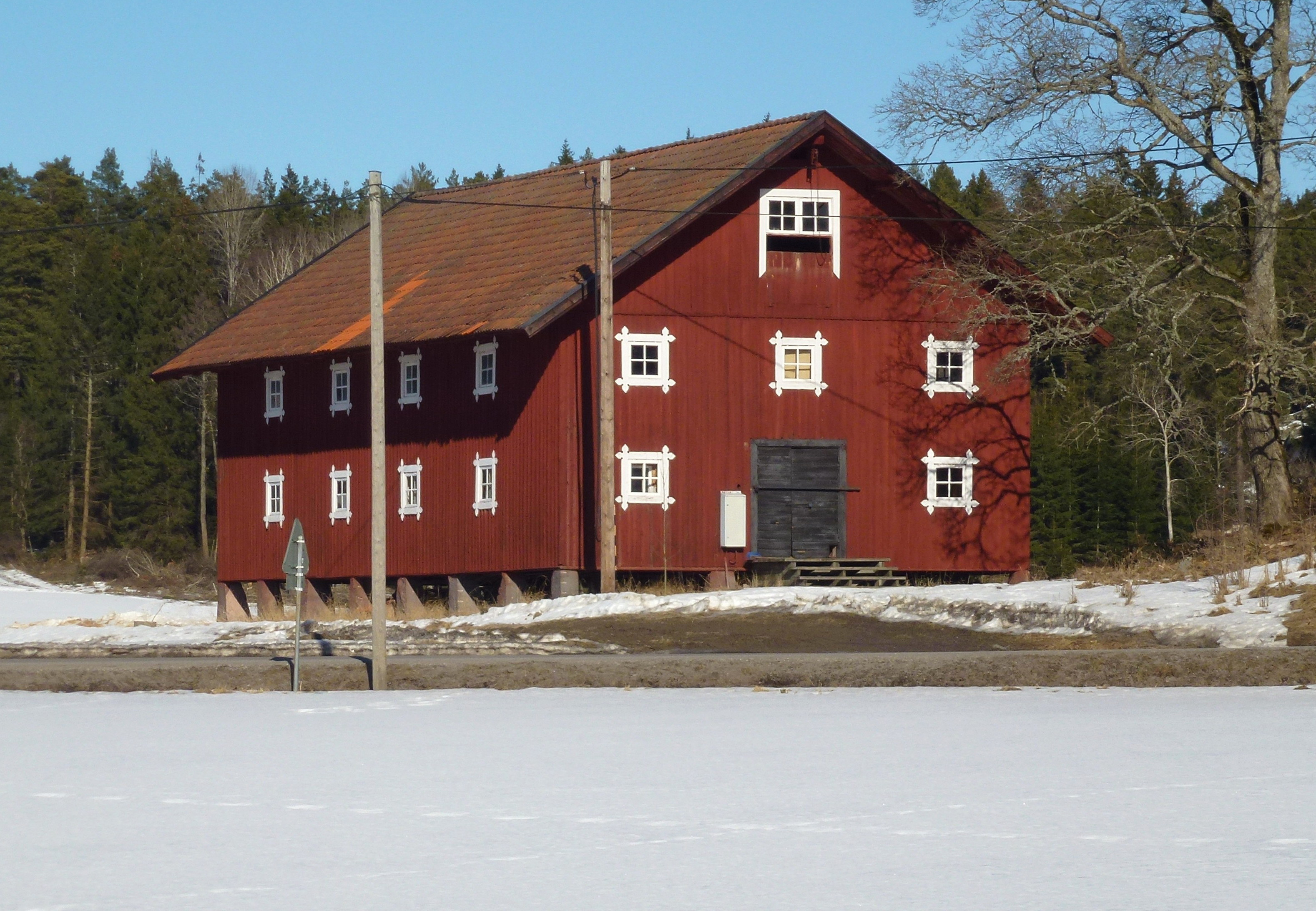
Äldre magasinsbyggnad

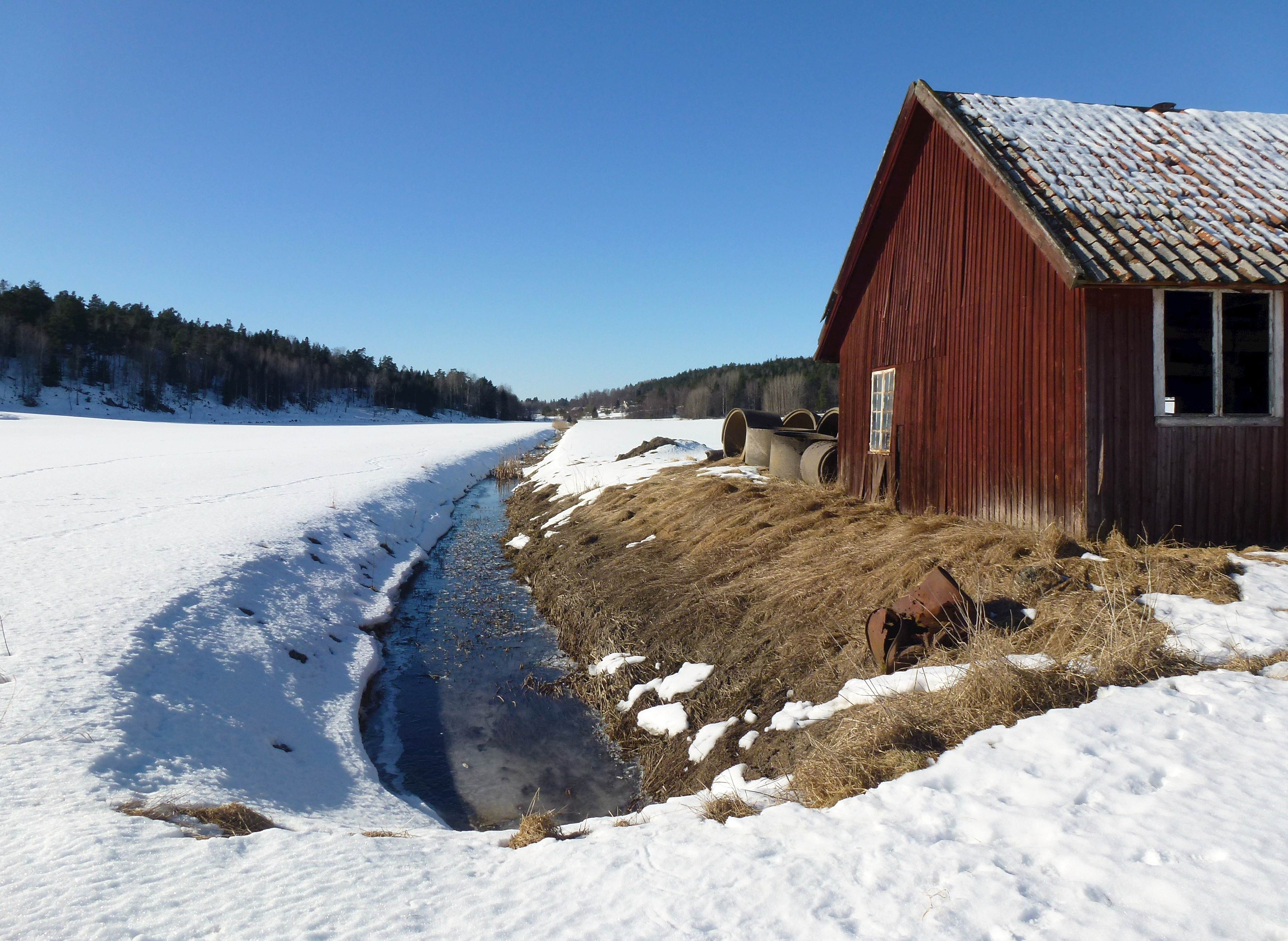
Landskapet och gamla smedjan
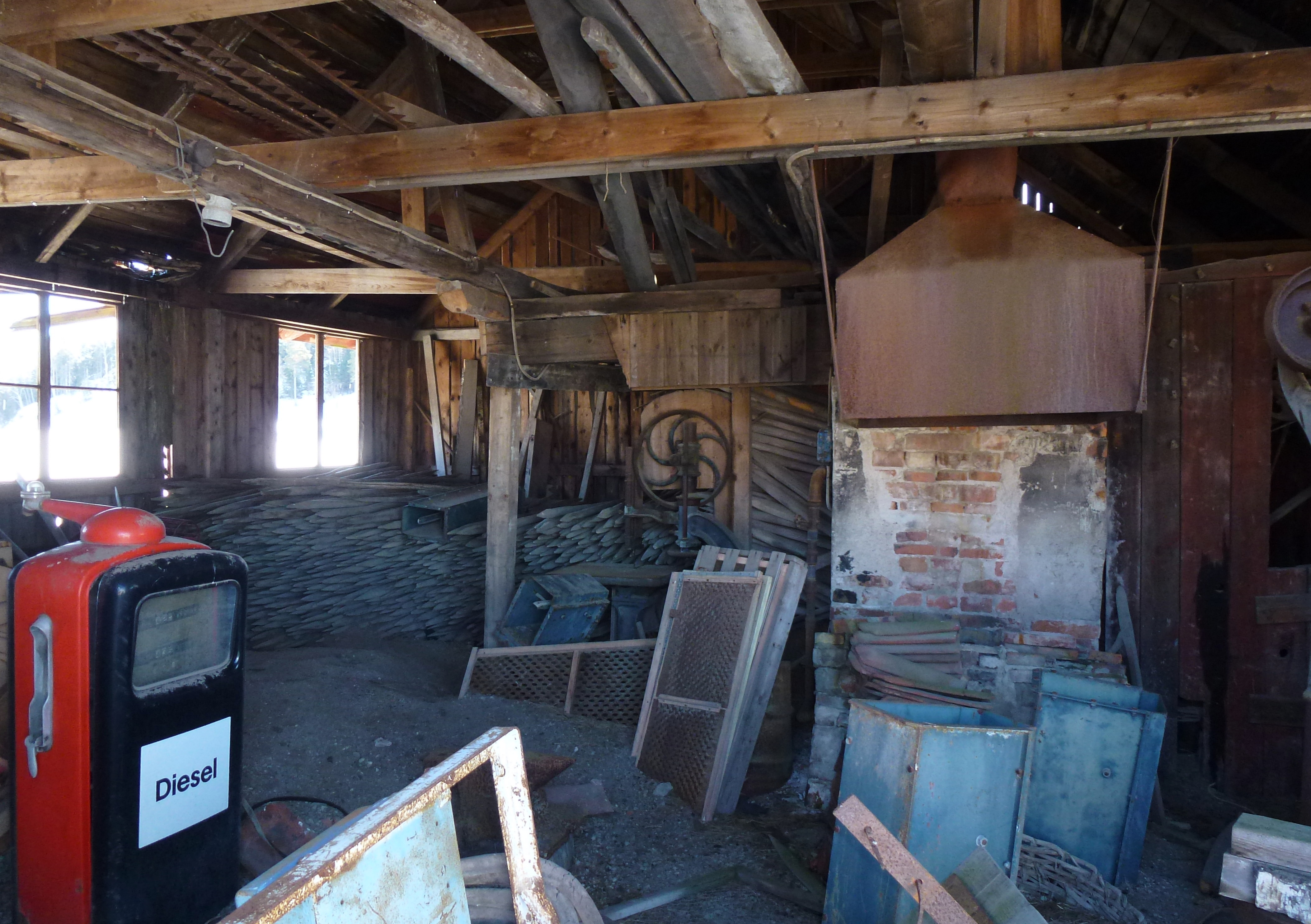
Gamla smedjan
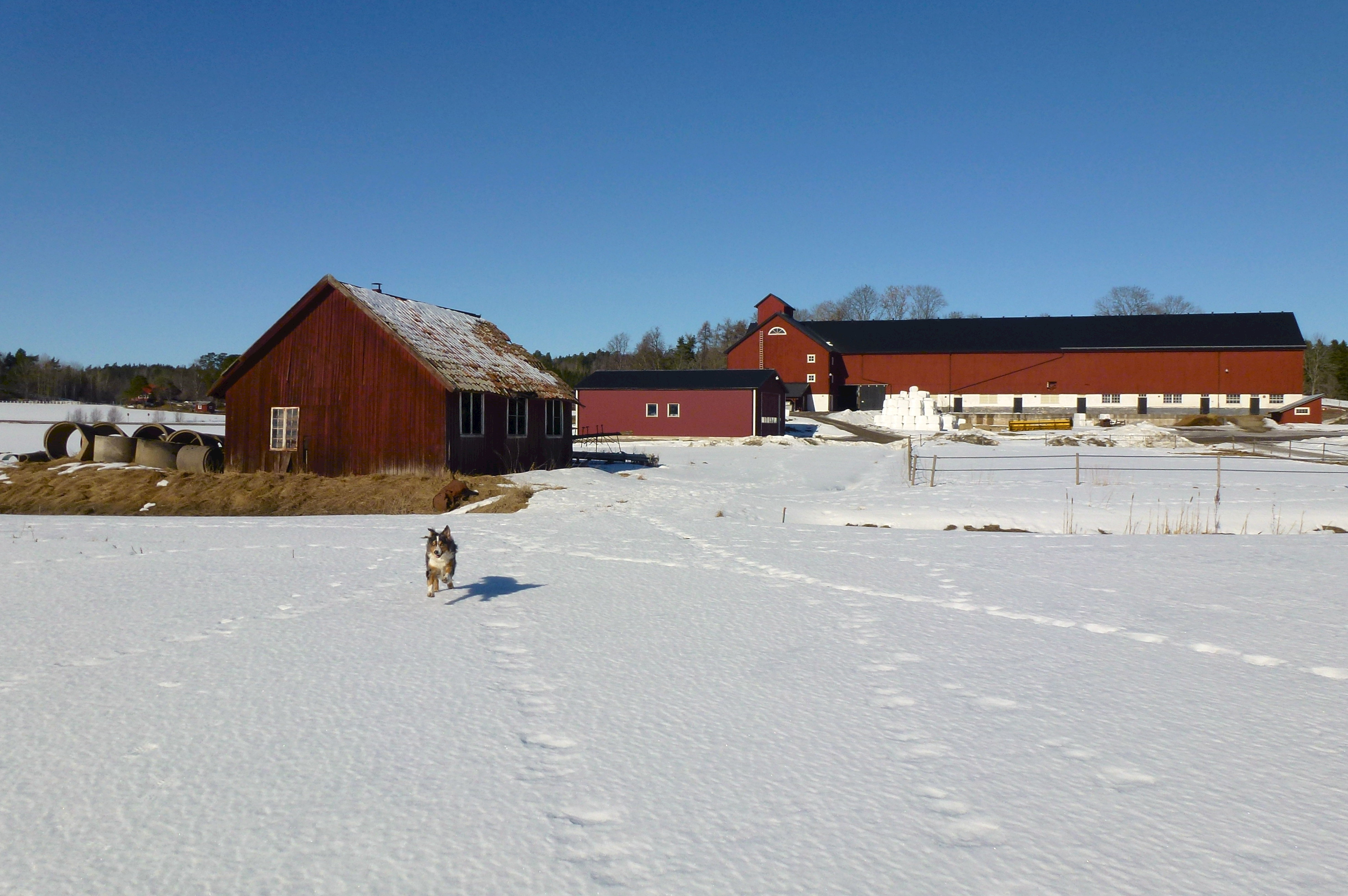
Gamla smedjan och stora ladan
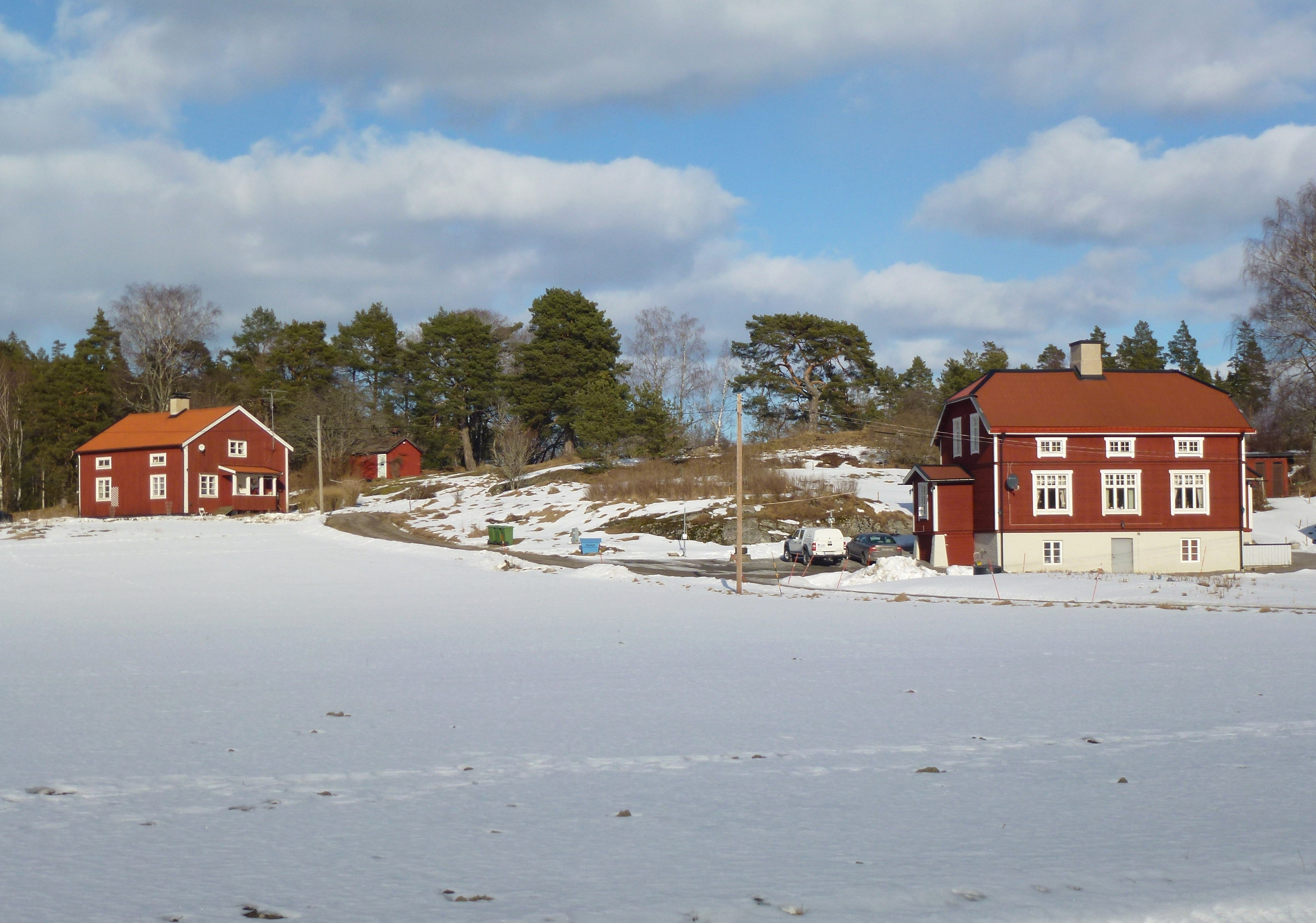
Lantarbetarbostäder